# Mount Holly (Carolina del Nord)
Mount Holly è una città degli Stati Uniti d'America situata nella Carolina del Nord, nella Contea di Gaston.